# Njiellalanjavri
Njiellalanjávri är en sjö i Finland. Den ligger i kommunen Enontekis i landskapet Lappland, i den norra delen av landet, 1 000 km norr om huvudstaden Helsingfors. Njiellalanjávri ligger 834,5 meter över havet. Omgivningarna runt Njiellalanjávri är i huvudsak ett öppet busklandskap. Arean är 20,5 hektar och strandlinjen är 2,39 kilometer lång. Sjön  ingår i Torne älvs huvudavrinningsområde. 